# Parafia św. Sebastiana w Sarzynie
Parafia św. Sebastiana i św. Marii Magdaleny w Sarzynie – parafia rzymskokatolicka, znajdująca się w archidiecezji przemyskiej, w dekanacie Leżajsk II.

## Historia
Sarzyna była wzmiankowana w źródłach już w 1414 roku jako Vola Szarzynowa. Parafię ufundował król Zygmunt III Waza dokumentem wystawionym dnia 27 kwietnia 1596 roku w Warszawie. 12 stycznia 1598 roku została erygowana parafia, przez bpa Wawrzyńca Goślickiego. Pierwszym proboszczem został w 1598 roku ks. Jan Bedoński. 28 kwietnia 1696 roku drewniany kościół został konsekrowany przez abpa Jana Dymitra Solikowskiego. Uposażenie parafii powiększył starosta leżajski Łukasz Opaliński. Pierwotny kościół drewniany zbudowany w końcu XVI wieku dotrwał do roku 1939, kiedy to został rozebrany.
W latach 1928–1935 został zbudowany obecny murowany kościół trzynawowy, z wieżą na ścianie frontowej, według projektu arch. Wawrzyńca Dajczaka kosztem parafian i dotacji Alfreda Potockiego. 20 października 1935 roku kościół poświęcił bp Wojciech Tomaka. 
W obecnym kościele znajdują się: barokowy ołtarz Matki Boskiej (dawny ołtarz główny, obecnie boczny, odnowiony w 2015 roku) i XVII-wieczna chrzcielnica jako relikty przeniesione z dawnego kościoła. Stacje Drogi Krzyżowej pochodzą z początku XX wieku. Pozostałe wyposażenie wykonano po II wojnie światowej. Dwudziestotrzygłosowe organy pochodzą z roku 2014. Polichromię wykonał malarz Stanisław Jakubczyk w roku 1969 (odnowiona została w roku 2013).
Na terenie parafii jest 3 083 wiernych.
Proboszczowie parafii:
1799–1818. ks. Antoni Medlarski.
1818–1819. ks. Piotr Stachowicz (administrator).
1819–1853. ks. Jakub Jagielski.
1853–1872. ks. Marceli Slęczkowski.
1872–1873. ks. Marian Podgórski.
1873–1898. ks. Franciszek Miklaszewski.
1899–1906. ks. Bronisław Wojczyński.
1907. ks. Józef Gryzieniecki.
1908–1912. ks. Edward Sandałowski.
1913–1965. ks. Jan Uberman.
1966. ks. Paweł Markowicz.
1966–2002. ks. Jan Warchał.
2002– nadal ks. prał. Jan Łojek.